# Brauerei Aying

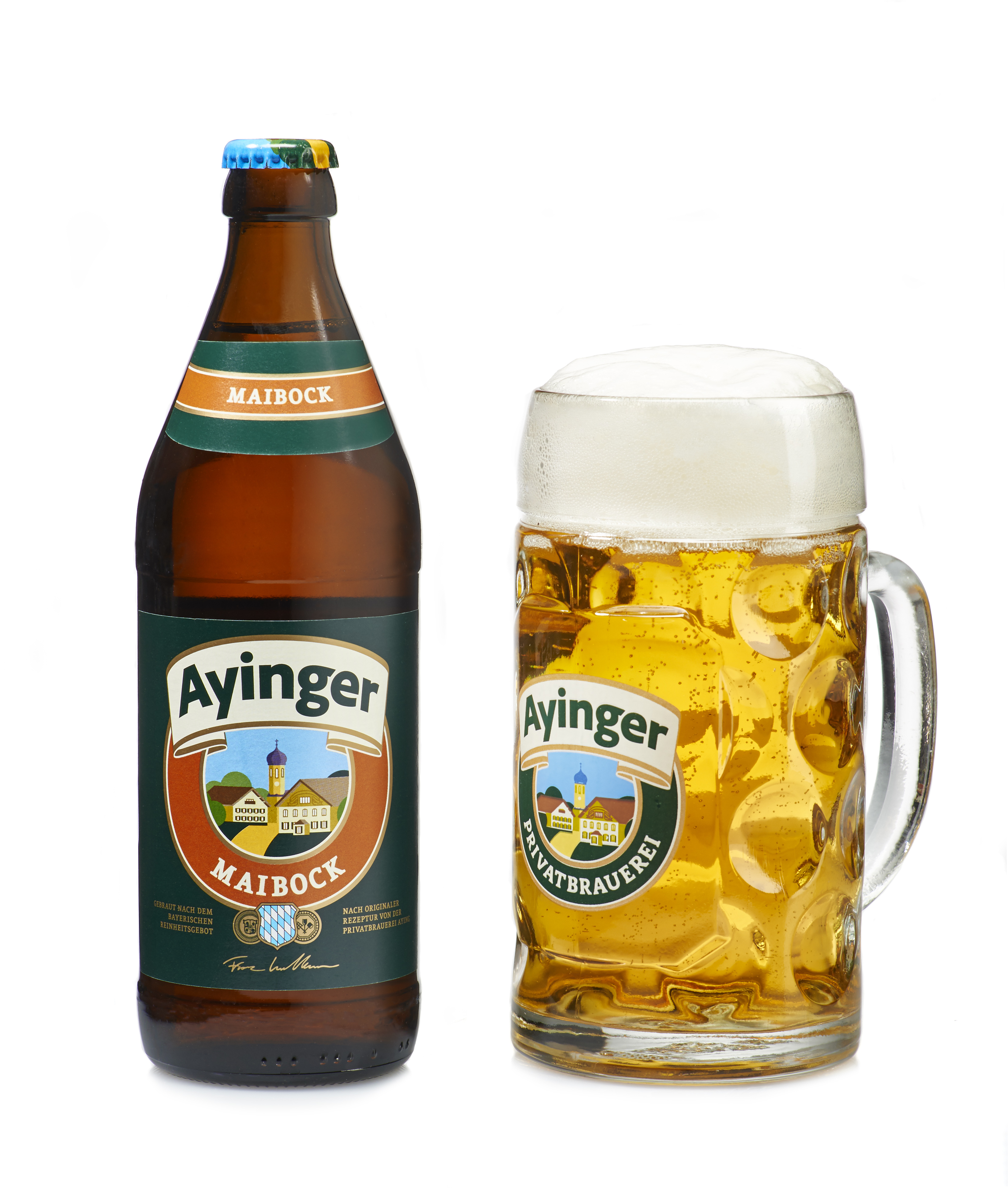
Ayinger Maibock im Maßkrug

Die Brauerei Aying Franz Inselkammer KG ist eine private Brauerei im Dorf Aying, das 25 Kilometer südöstlich von München im Landkreis München liegt. Die Brauerei wurde 1878 von Johann Liebhard gegründet und wird bis heute als Familienunternehmen geführt.
1999 wurde ein neues Brauhaus an der Münchner Straße in Aying eröffnet. Hier hat seit August 2008 die gesamte Verwaltung ihren Sitz. Der Ausstoß betrug 2020 etwa 90.000 hl.

## Geschichte

### 19. Jahrhundert – Die Gründerzeit

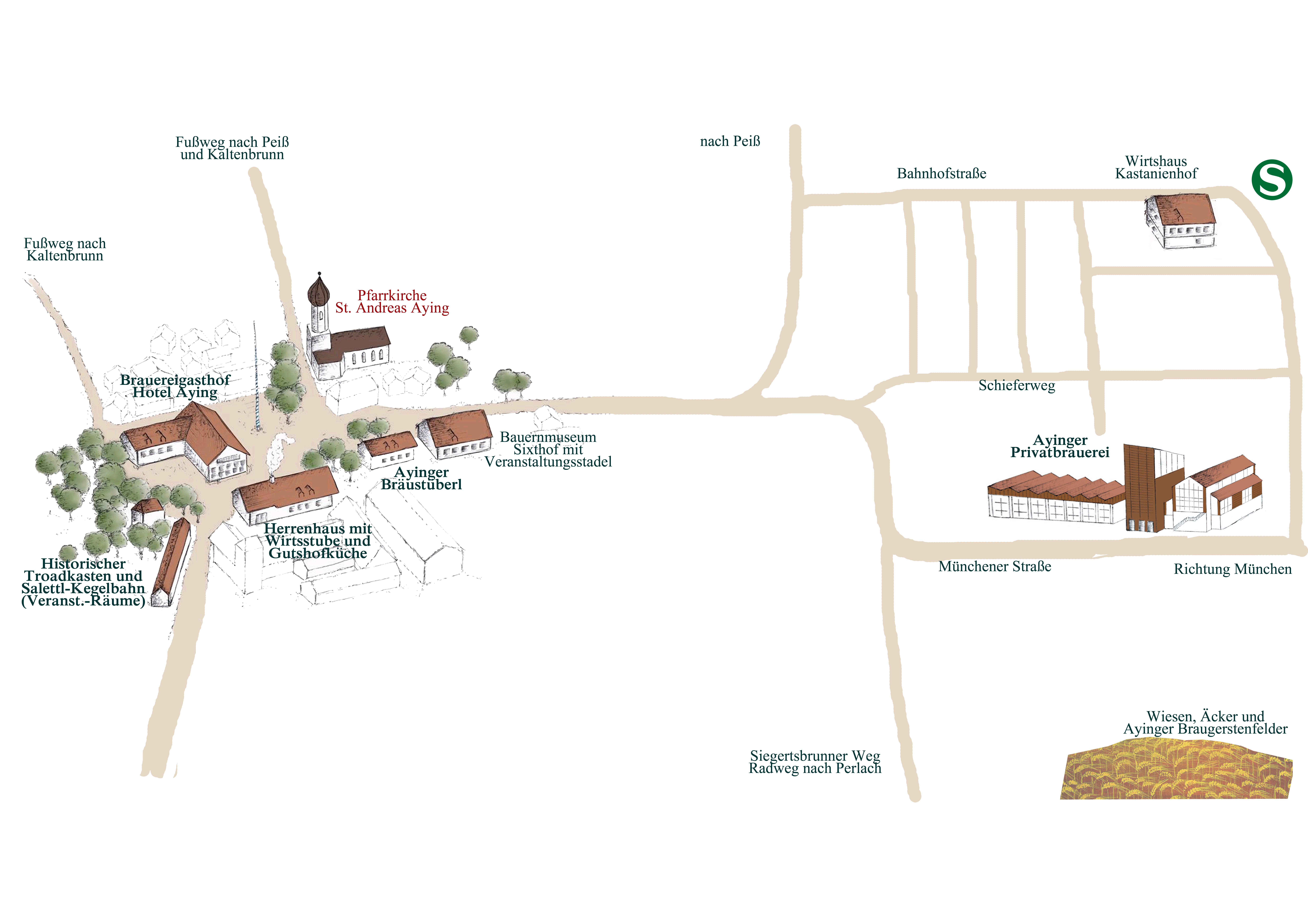
Skizze von Aying mit Brauerei

Johann Liebhard (1845–1910), der Gründervater der Brauerei Aying, übernahm im Jahr 1876 von seinem Vater Franz Liebhard den land- und forstwirtschaftlichen Betrieb. Dieses Anwesen „Zum Pfleger“ mit einer Tafernwirtschaft mit Krug- und Herbergsrecht und einer angeschlossenen Metzgerei war bereits seit etwa 1810 in Familienbesitz. Liebhard fasste zusammen mit seinem Vater den Entschluss, in den konjunkturell guten Jahren nach dem Sieg Deutschlands über Frankreich und dem damittigen Beitritt Bayerns zum Deutschen Reich eine Brauerei zu gründen. Dies tat er aufgrund der gestiegenen Nachfrage nach Bier der um Aying liegenden Wirtschaften und Gehöfte mit vielen biertrinkenden Knechten und Mägden. Eine Rolle spielte auch die bereits 1873 von Anton Schuster, einem Nachbarn, gegründete Brauerei im Sixthof von Aying.
Die Gründung einer Brauerei war in dieser Zeit nichts Ungewöhnliches, da es ab 1876 dank der Erfindung der Kühlmaschine von Carl von Linde möglich war, untergäriges Bier ganzjährig herzustellen, und die damalige Beschränkung der Sudzeiten auf die kältere Jahreszeit von Michaeli, dem 29. September, bis Georgi, dem 23. April, an Bedeutung verlor. Auch die von Louis Pasteur im Jahre 1873 entdeckte Rolle der Hefezellen für die Gärung erleichterte den Bierbrauern die Arbeit. Oftmals waren „Hopfen und Malz verloren“, falls der damalige Prozess der Spontangärung in einer Fehlgärung endete und die aus der Maische gewonnene Bierwürze verdarb.
So fing Liebhard 1877 mit dem Bau der Ayinger Brauerei an und errichtete hinter dem Herrenhaus ein Sudhaus, eine Mälzerei sowie Gär- und Lagerkeller. Die früher klösterliche Tafernwirtschaft wurde zu einem Brauereigasthof mit fünf Hotelzimmern erweitert. Die benötigten Materialien und Gerätschaften konnten per Bahn geordert und vom nächstgelegenen Bahnhof in Sauerlach mit Pferd und Wagen transportiert werden. Da Johann Liebhard selbst kein Brauer war, beschäftigte er als ersten Braumeister Johann Radler.
Am 2. Februar 1878 konnte Johann Liebhard laut einer Tagebucheintragung sein erstes Bier ausschenken. Bereits in den ersten Jahren zählten einige Wirtshäuser der näheren Umgebung von Aying wie z. B. in Egmating, Aschbach, Pframmern, Gauting, Brunnthal, Sauerlach, Markt Schwaben und Forstinning zu den Abnehmern der Brauerei, ebenso Liebhards Schwester Barbara Steyrer, die in Keferloh eine Wirtschaft hatte und in größeren Mengen das Bier aus Aying bezog, gerade wenn Anfang September der jährlich bedeutende Viehhandelstag in Keferloh stattfand.
Im Jahr 1890 verstarb Nachbar und Konkurrent Anton Schuster, der Bräu vom Sixthof. Dessen junger Sohn Kaspar war mit dem Sixthof und der Brauerei überfordert und das Anwesen wurde 1895 aufgelöst. Die Gebäude wurden an verschiedene Eigentümer verkauft, wobei der Hof an einen Brauereibesitzer im nahen Siegertsbrunn ging. So konnte Liebhard den Sixthof am 30. Oktober 1897 von Mathias Braun kaufen und wurde damit zum alleinigen Bräu von Aying.

### 20. Jahrhundert – Kriege, Krisen und Flaschenbier

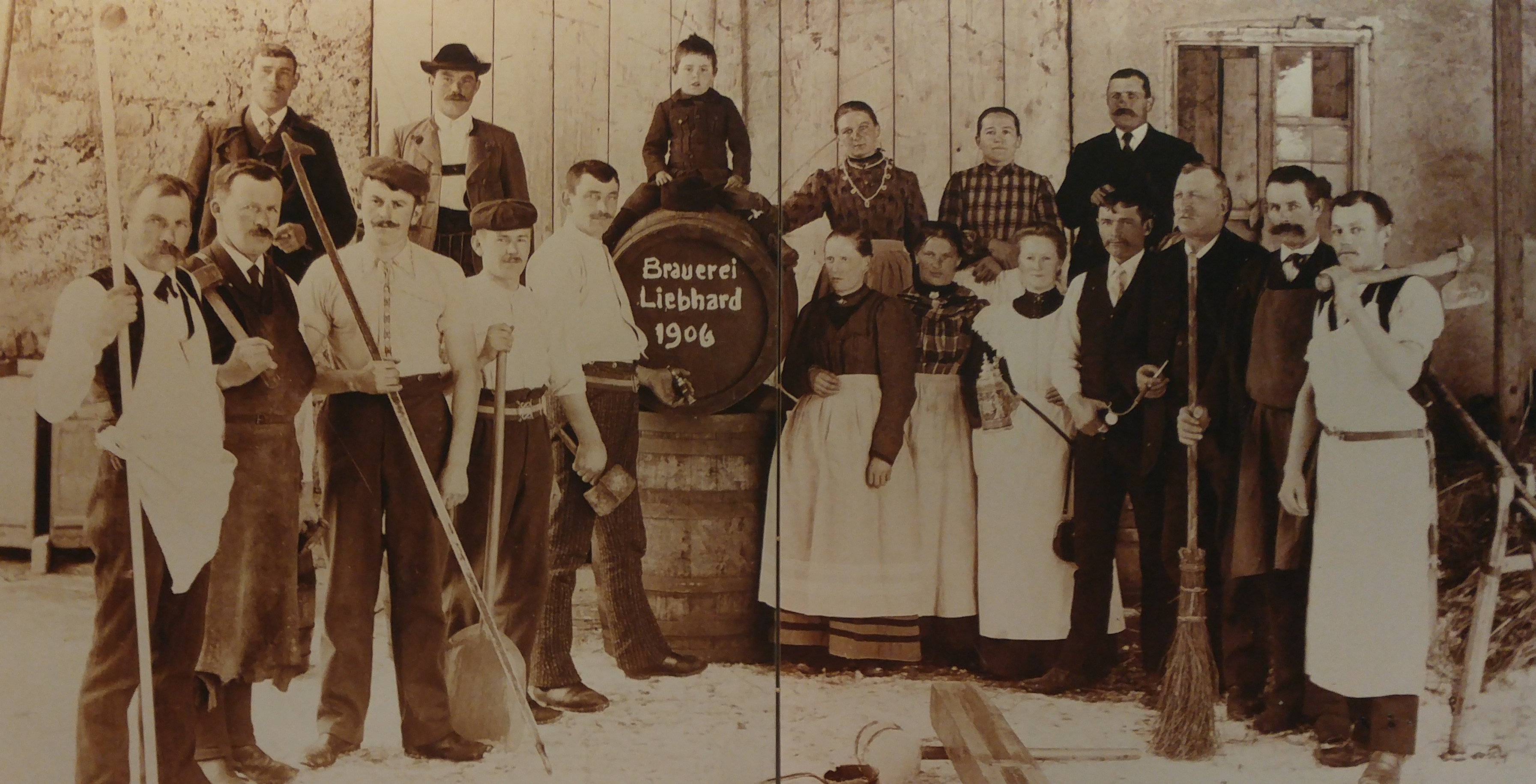
Arbeiter der Brauerei Liebhard, 1906

Liebhard war dem technischen Fortschritt gegenüber aufgeschlossen und so unterstützte er 1898 zusammen mit dem Bürgermeister Michael Kometer und der Gemeinde Peiß das Projekt der lokalen Eisenbahnstrecke nach München. Am 2. März 1900 wurde die Bahn genehmigt. Liebhards Konzept ging auf und so wurde sein Gesuch vom 15. September 1901 anerkannt, beim Endbahnhof Aying eine „Restauration“ (Gastwirtschaft) eröffnen zu dürfen. Ebenso befürwortete im November 1901 die Gemeinde Peiß ein Gesuch, das Liebhard zusammen mit Josef Biechl von Dürrnhaar einreichte, beim Bau der Lokalbahn im Gemeindebereich Peiß „Cantinen mit vollständigem Gastwirtsbetrieb“ zu errichten. Dies brachte der Brauerei einiges an zusätzlichem Ausstoß. Am 1. April 1902 wurde mit dem Bau der Eisenbahn begonnen und am 28. Mai 1904 erfolgte eine erste Probefahrt. Dem folgte am 12. Juni 1904 eine weitere technische Errungenschaft und der erste private Telefonanschluss wurde im Haus von Liebhard errichtet mit Anschluss an die Telegrafenanstalt in Aying.

#### Ära Zehentmair
Bald nach der Hochzeit seiner ältesten Tochter Maria Liebhard mit dem aus Perlach stammenden August Zehentmair (1880–1936) am 3. Mai 1904 übergab Johann Liebhard den Besitz in Aying an seine Tochter, da er keine männlichen Nachkommen hatte. Johann Liebhard, der Gründervater der Brauerei starb im Jahr 1910 und seine Enkeltochter Maria Kreszenz Zehentmair erblickte 1911 das Licht der Welt. Im selben Jahr wurde Aying an das elektrische Stromnetz angeschlossen.
Die Weiterentwicklung der Brauerei wurde vorerst gebremst, als 1914 der Erste Weltkrieg ausbrach und für die Brauerei eine schwere Zeit begann, da der Bräu August Zehentmair für vier Jahre als Soldat seinen Dienst leisten musste. Seine Frau Maria kümmerte sich währenddessen um die Brauereiführung und um die drei kleinen Töchter Maria Kreszenz (1911–2001), Kreszentia und Annie. Aufgrund der schwierigen wirtschaftlichen Situation sowie der Kontingentierung von Getreide wurde den bayerischen Brauereien von 1916 bis 1917 nur mehr 35 Prozent des üblichen Malzkontingents zugestanden, welches in den folgenden zwei Kriegsjahren weiter auf 15 Prozent reduziert wurde. Der Stammwürzegehalt dieses sogenannten Dünnbiers, sank auf 1,5 bis 2 Prozent und hatte einen entsprechend niedrigen Alkoholgehalt. August Zehentmair kehrte 1918 nach Kriegsende zurück, die Lage der Brauerei blieb jedoch aufgrund der folgenden Wirtschaftskrise und der schlechten finanziellen Lage der wichtigsten Bierkonsumenten, den Bauern, weiterhin schlecht.
1921 brannte das „Jacklhaus“, ein zum Hof gehörendes Wirtschaftsgebäude, bis auf die Grundmauern nieder. An dessen Stelle wurde der 1923 fertiggestellte Brauereigasthof Aying errichtet. Von den Kunden der Brauerei wurde ab Mitte der 1920er Jahre vermehrt Flaschenbier verlangt, so dass die Brauerei 1926 eine Flaschenwasch- und Füllanlage errichtete und 1927 die ersten Bierlastwagen der Marke Hansa-Lloyd angeschafft wurden. Damit konnte das Bier der Brauerei schonender, in weitere Entfernungen und schneller in die Landeshauptstadt München transportiert werden. Der Kundenkreis der Brauerei wuchs stetig an.
Durch den Ankauf und die Stilllegung der Schloßbrauerei im benachbarten Egmating durch die Paulaner Brauerei im Jahre 1927 konnte der Ausstoß in Aying weiter erhöht werden. Der Gärkeller wurde erweitert und ein neues Kühlschiff im Jahr 1928 gebaut. Die Hälfte des Gesamtjahresausstoßes von etwa 10.000 Hektoliter wurde im Jahr 1929 nach München verkauft; ein Jahr später betrug der Ausstoß bereits etwa 16.000 Hektoliter.

#### Ära Inselkammer
Am 5. September 1932 heirateten die älteste Tochter vom Bräu Maria Kreszenz Zehentmair (1911–2001) und der Guts- und Gasthausbesitzer Franz Seraph Inselkammer (1902–1986) aus Siegertsbrunn. Drei Jahre später kam ihr Sohn Franz (1935–2024) zur Welt. In der Zeit des Nationalsozialismus wurde die bisher gute Entwicklung der Brauerei Mitte der 1930er Jahre jäh gebremst, da den mittelständischen Brauereien eine Ausstoßmengenbeschränkung auferlegt und das Belieferungsgebiet eingeschränkt wurde.
Überraschend verstarb der Bräu August Zehentmair am 5. März 1936 im 56. Lebensjahr, gleichfalls ohne männlichen Erben. Inselkammer übernahm auf Wunsch seiner Schwiegermutter Maria Zehentmair die Leitung der Brauerei und der zugehörigen Wirtschaften. Helfend standen ihm dabei seine Frau und seine Schwägerin Annie Zehentmair zur Seite, welche über die nächsten 50 Jahre eine seiner engsten und vertrauensvollsten Mitarbeiterinnen wurde. Durch den Ausbruch des Zweiten Weltkriegs kam das Wachstum der Brauerei wiederum durch Kontingentierungen und den Abzug von Menschen und Material zum Erliegen. Die Ausstoßmenge der Brauerei verringerte sich bis 1951 auf etwa 13.000 Hektoliter.

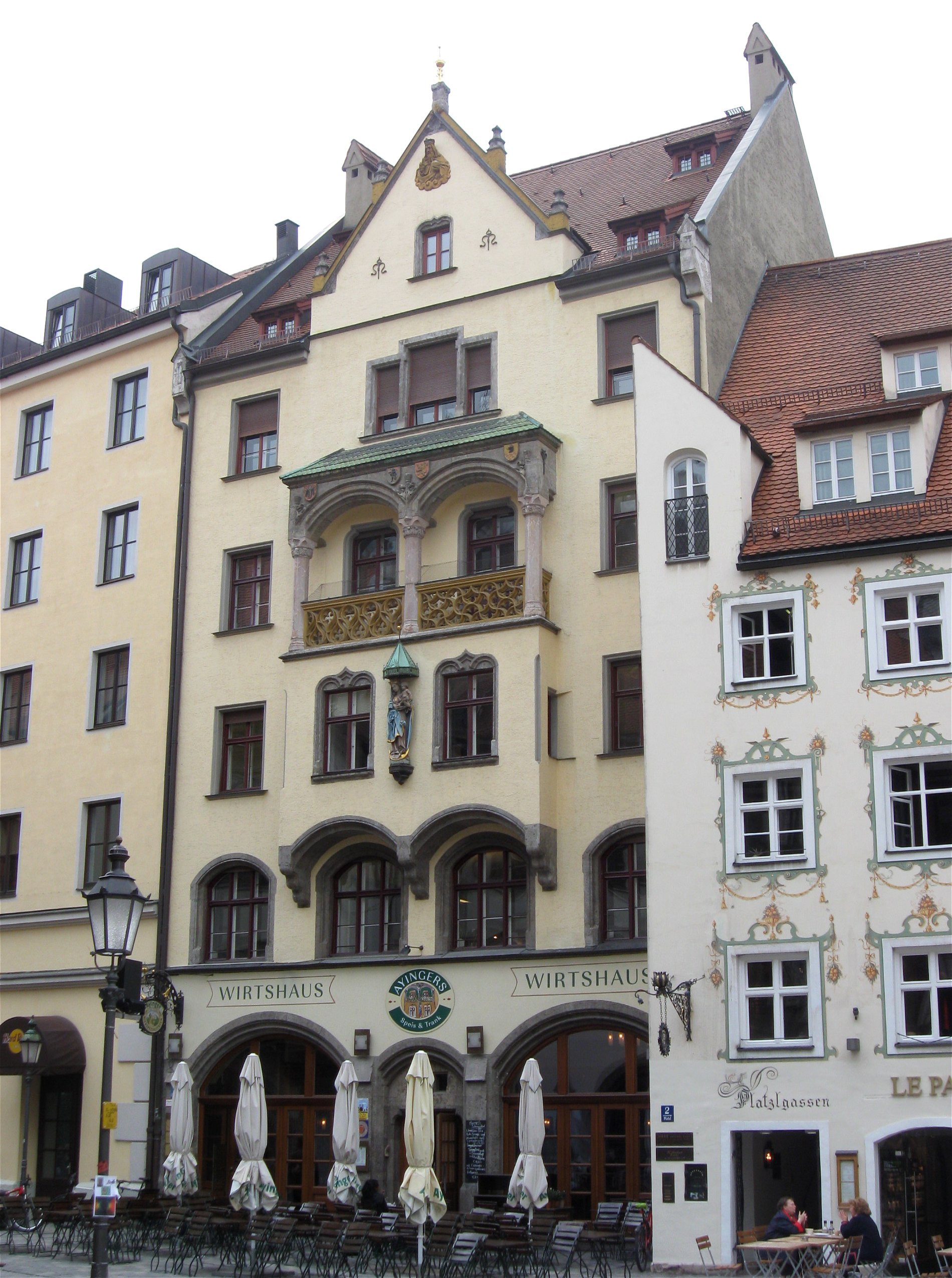
Das Platzl, ehemalige Volkssängerbühne

Da es in Aying kaum Kriegsschäden gab, ging es nach Kriegsende und der sich verbessernden Versorgungslage schnell wieder aufwärts; die Produktion wurde Mitte der 1950er Jahre um alkoholfreie Getränke erweitert. Um das Wachstum der Brauerei weiter voranzutreiben und deren Stellung gegenüber den Münchener Brauereien zu festigen, erwarb Inselkammer 1953 die berühmte Volkssängerbühne, das „Platzl“. Durch den Kauf der gegenüber dem Hofbräuhaus liegenden Gast- und Vergnügungsstätte an einem prominenten Platz in München konnte er die Marken „Ayinger“ in München einführen und erreichte so eine Sonderstellung unter den Landbrauereien. Bis 1956 stieg der jährliche Ausstoß auf 27.000 Hektoliter an. Im neuen Sudhaus wurde im folgenden Jahr ein hydroautomatisches Sudwerk der Firma Steinecker installiert und im alten Stall der Brauerei eine neue Mälzerei eingerichtet; Gär- und Lagerkeller, sowie die Flaschenabfüllmaschinen wurden erneuert.
1962 trat Inselkammers ältester Sohn Franz (* 1935) nach seiner Ausbildung als Diplom-Kaufmann und Diplom-Braumeister in Weihenstephan in die Brauerei ein. Der etwa 40 Jahre lang verpachtete Brauereigasthof wurde renoviert und im folgenden Jahr das Hotel auf 19 Zimmer und um ein Restaurant mit Antoine Forner als Küchenchef erweitert. Der Ausstoß inklusive der alkoholfreien Getränke lag 1963 bei etwa 76.000 Hektoliter. Die Brauerei wuchs beständig und übernahm 1968 das Höllbräu in Traunstein.
Als 1970 die Brauerei in der Ortsmitte von Aying aus allen Nähten platzte, wurde am Ortsrand von Aying eine neue Abfüllanlage mit Filtration und Versand errichtet, die 1972 in Betrieb ging und eine Stundenleistung von etwa 30.000 Flaschen hatte. 1977 heirateten der Sohn des Bräu Franz (* 1935) und Angela Ruf (* 1958), die Tochter einer Unternehmerfamilie aus Höhenkirchen.

#### Hundertjähriges Jubiläum

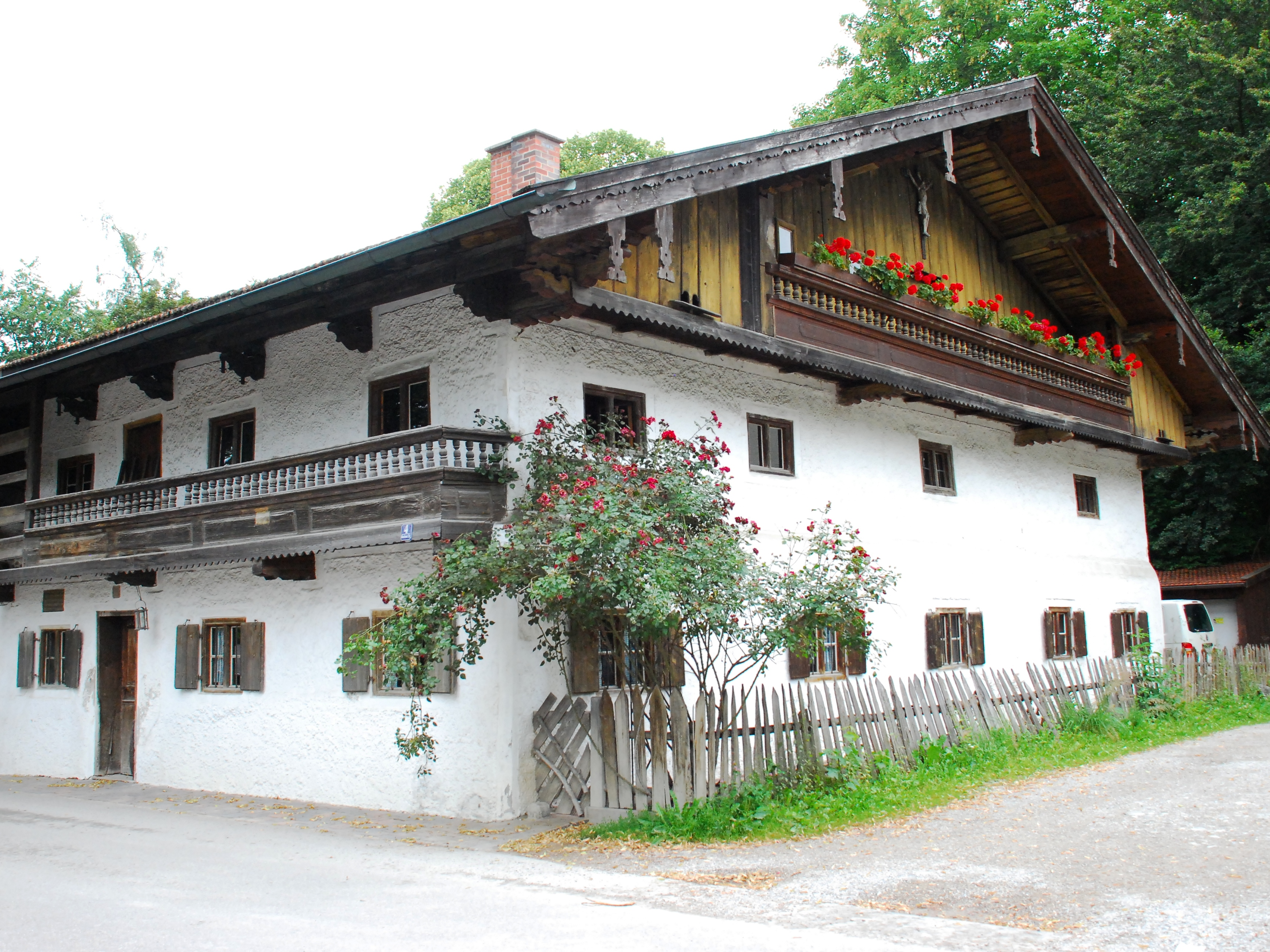
Der Sixthof in Aying, heute Heimatmuseum

Zum hundertjährigen Firmenjubiläum im Jahr 1978 schaffte die Brauerei inklusive der nichtalkoholischen Getränke einen Rekordausstoß von etwa 160.000 Hektoliter. Der Sixthof wurde umgebaut zu einem Heimatmuseum und ein alter Getreidekasten aus Peiß, der dem Straßenbau im Wege stand, wurde restauriert und im Garten des Brauereigasthofs aufgestellt. Die Brauerei vergrößerte sich weiter durch die Übernahme der Xaver-Münchbräu Brauerei in Feldkirchen.
Am 24. Juni 1982 bekam der Bräu Franz Inselkammer (1902–1986) von Ministerpräsident Franz Josef Strauß für seine Lebensleistung und seinen langjährigen ehrenamtlichen Einsatz den Bayerischen Verdienstorden verliehen. Zwei Jahre später wurde ihm mit Franz Inselkammer jun. (* 1984) ein weiteres Enkelkind geboren. Der Bräu verstarb am 11. August 1986 in Aying und sein gleichnamiger Sohn Franz (* 1935) übernahm die Leitung der Familienbrauerei als vierter Bräu von Aying.

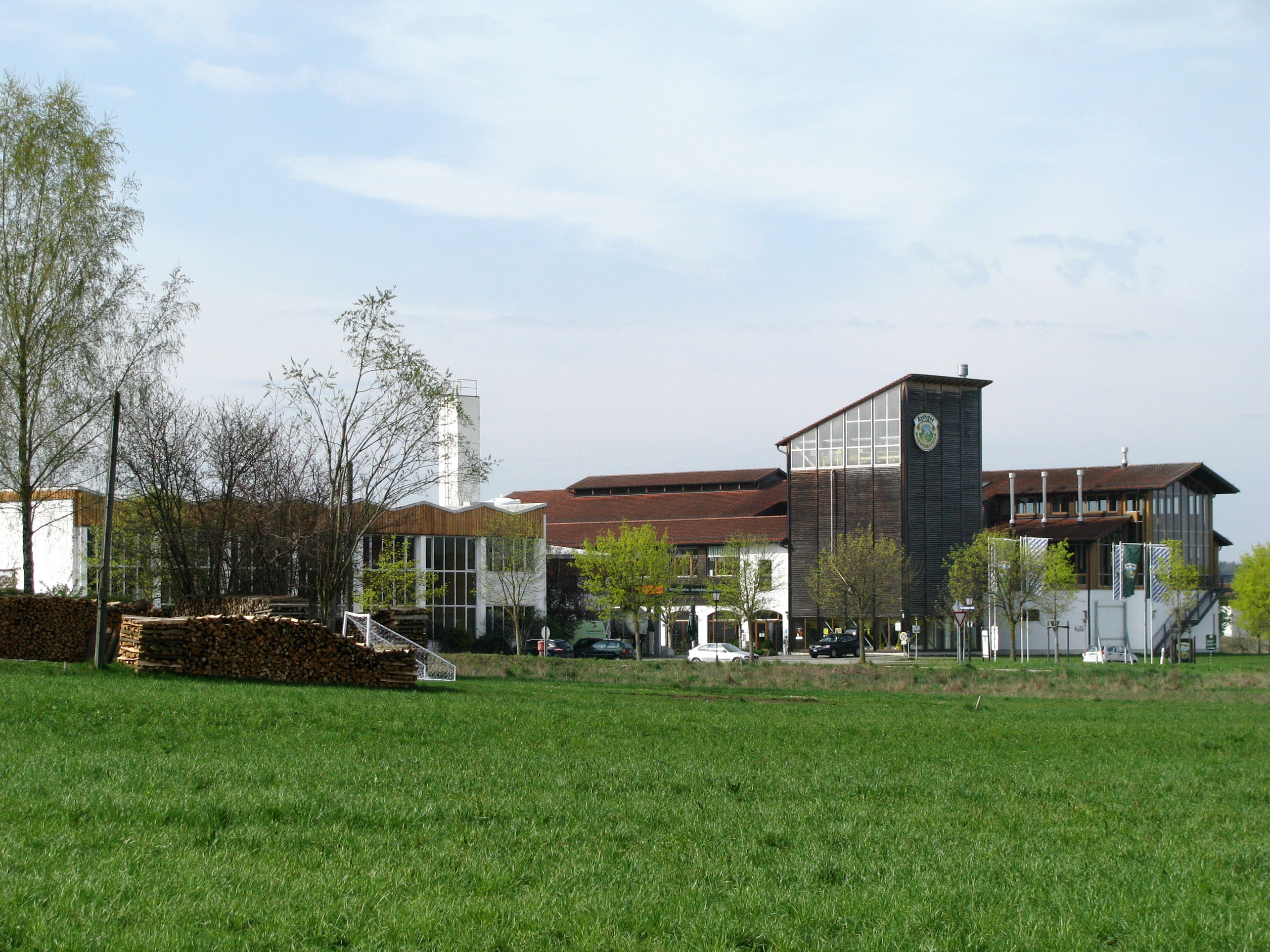
Neues Brauhaus, errichtet 1999

Auch unter seiner Leitung wuchs die Brauerei weiter und übernahm 1991 die Flaschenabfüllung der Klosterbrauerei Reutberg, die 1987 kurz vor ihrer Auflösung stand. Kurz vor Ende des 20. Jahrhunderts bekam die Brauerei ein vollständig neu errichtetes Brauhaus mit Schalander am Ortsrand von Aying, direkt gegenüber der 1972 eingeweihten Abfüllanlage. Bis dahin wurde das Bier bis zur Abfüllung in einer etwa 700 Meter langen Pipeline quer durch den Ort Aying gepumpt. Die am 15. Oktober 1999 vom damaligen Ministerpräsidenten Edmund Stoiber eröffnete neue Brauerei galt damals als modernste Braustätte Europas in ihrer Größenordnung.

### 21. Jahrhundert
Am 16. Juli 2002 erhielt der Bräu Franz Inselkammer für seine Leistungen und sein Engagement in der Gesellschaft durch den bayerischen Ministerpräsidenten Edmund Stoiber den Bayerischen Verdienstorden. Ein Jahr später wurden der Brauereigasthof aufwändig renoviert und das Hotel auf 34 Zimmer erweitert. Mitte des Jahres 2004 begann die Brauerei mit der Einrichtung der Bohrstelle der zweiten Mineralwasserquelle; vier Monate später war die Bohrung ausgeführt. Nach der technischen Abnahme der Bohrung erfolgten die Anbindung an die Brauerei und die Errichtung eines Brunnenhauses. Die erste Testförderung erfolgte im Juni 2005. Seit Januar 2008 floss das aus dem neuen Brunnen geförderte Wasser der Ayinger St. Andreas–Quelle in den Brau- und Abfüllprozess mit ein. Das Wasser aus dem neuen Brunnen entsprach den strengen Anforderungen der Mineralwasserverordnung und erfüllte damit den hohen Qualitätsanspruch eines Brauwassers mit sehr geringem Härtegrad.
2007 stieg der Biergesamtausstoß der Brauerei mit neun Stammsorten und den Saisonbieren auf rund 80.000 Hektoliter. Inklusive der alkoholfreien Getränke und Mineralwässer betrug der Gesamtausstoß etwa 130.000 Hektoliter. Der Vertrieb erfolgte zu 90 Prozent in Bayern. Der Umzug der gesamten Brauereiverwaltung in das 1999 errichtete Brauereigebäude am Ortsrand von Aying fand 2008 statt. Im selben Jahr trat Ursula Inselkammer (* 1982) in die Geschäftsführung des Brauereigasthofs und des Hotels ein.

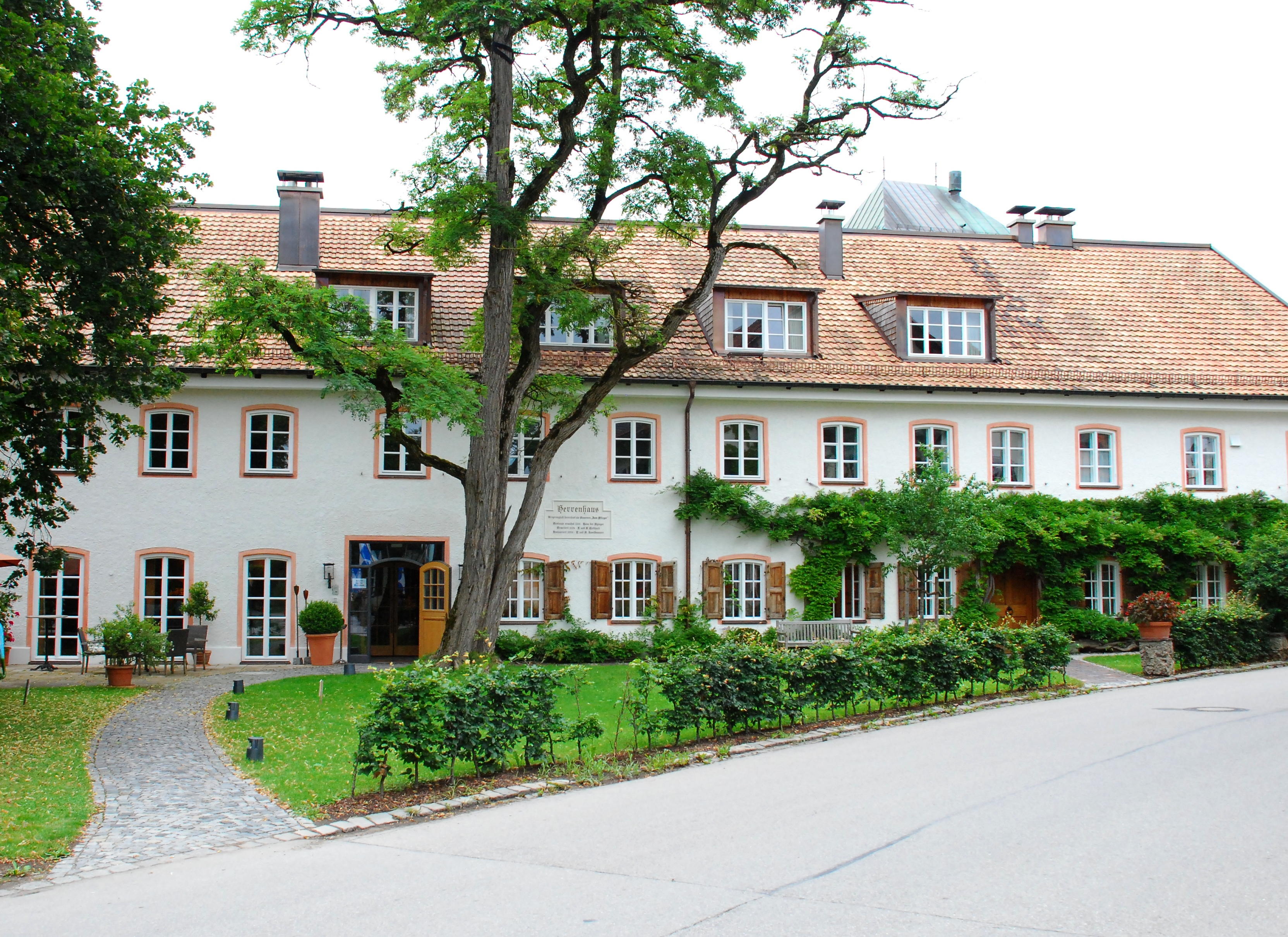
Ehemaliges Herrenhaus der Brauerei

Nach dem Umbau und der Restaurierung des denkmalgeschützten und etwa 400 Jahre alten Herrenhauses wurde es als Hotel 2009 wieder eröffnet. Es gehörte der Familie seit 1810 und diente bis 2005 als Familiensitz. Heute gehört es zum Ensemble am Dorfplatz in Aying und hat 14 Zimmer, Bibliothek, Gutsküche mit angeschlossener Wirtsstube und einen Tagungsraum.
Im Jahr 2010 stieg der junge Bräu von Aying, Franz Inselkammer jun. (* 1984), als 6. Bräu von Aying in die Geschäftsleitung des elterlichen Unternehmens mit ein. Nach dem Abitur hatte er in der Klosterbrauerei Andechs den Beruf des Brauers und Mälzers erlernt und danach Betriebswirtschaft studiert.
Seit Anfang 2013 steht das dem Gasthof gegenüberliegende Ayinger Bräustüberl nach etwa 40-jähriger Verpachtung und nach der Renovierung wieder unter Leitung der Familie Inselkammer.
Beim internationalen Bierwettbewerb European Beer Star 2015 gewann die Brauerei insgesamt 4 Medaillen und den Publikumspreis. Am 20. Juni 2015 heirateten Franz Inselkammer jun. (* 1984) und Laura Krankenhagen in Mariapfarr in Österreich.
Angela Inselkammer (* 1959) wurde am 24. Oktober 2016 in Kulmbach zur Präsidentin des Bayerischen Hotel- und Gaststättenverbands gewählt.
Im Jahr 2016 übernahm der junge Bräu von Aying, Franz Inselkammer junior (* 1984), neben seiner Rolle als Brauer ebenso die des Umweltverantwortlichen der Brauerei. Im selben Jahr bekam die Kälteanlage für den Drucktanklagerbereich einen neuen Kompressor und wurde auf ein umweltfreundlicheres Kältemittel umgestellt.
Am 2. Februar 2018 feierte die Brauerei Aying mit einem historischen Festakt im Ayinger Bräustüberl ihr 140-jähriges Jubiläum. Aus diesem Anlass wurde ein Jubiläumssud eingebraut und als Ayinger Altbairisch Dunkel auf den Markt gebracht.

### Besichtigung
Die Brauerei und deren Ausstellungsgegenstände können ganzjährig in geführten Touren besichtigt werden, bei denen sämtliche Prozesse und Geräte des Brauens gezeigt werden.

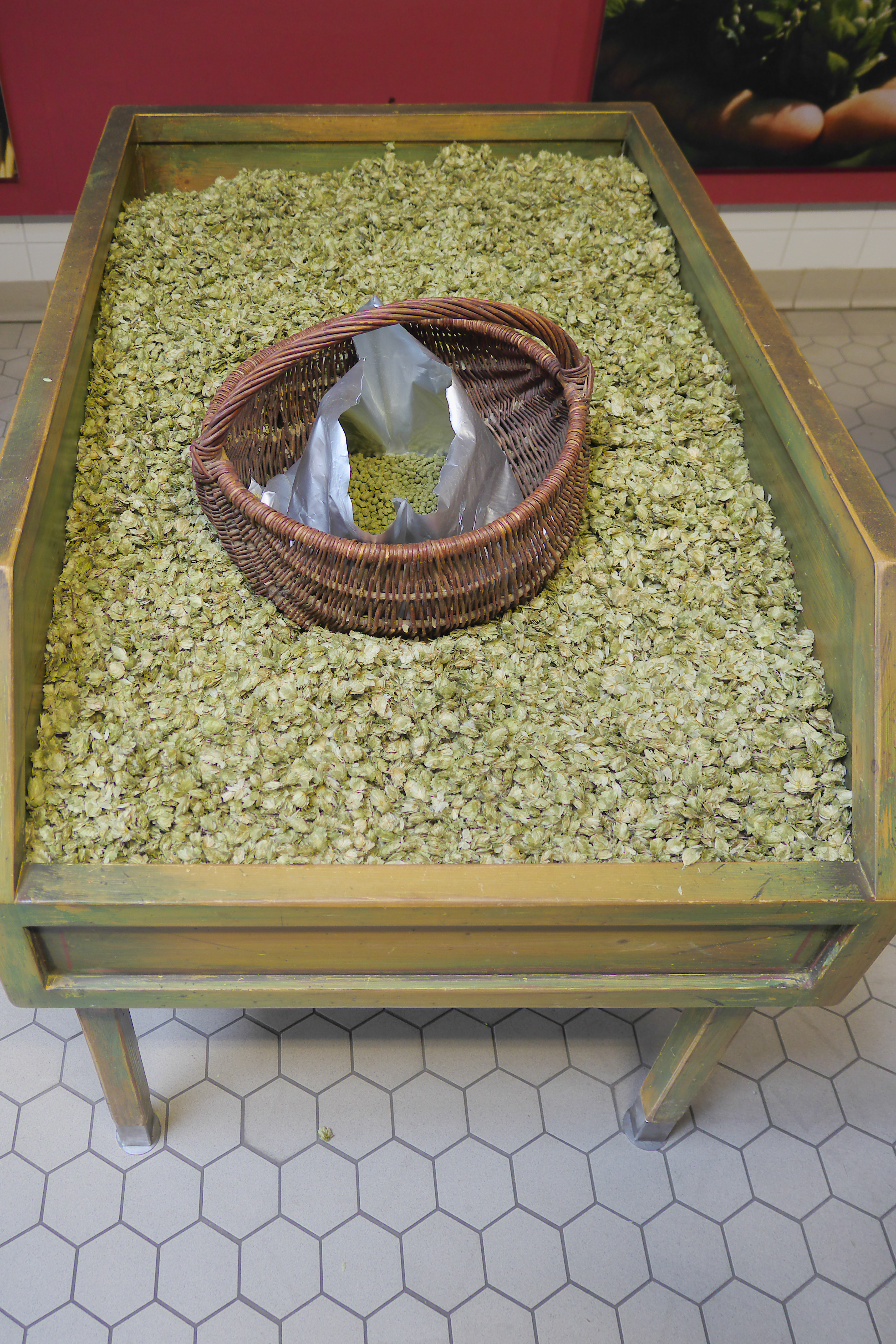
Hopfen und gepresste Hopfenpellets
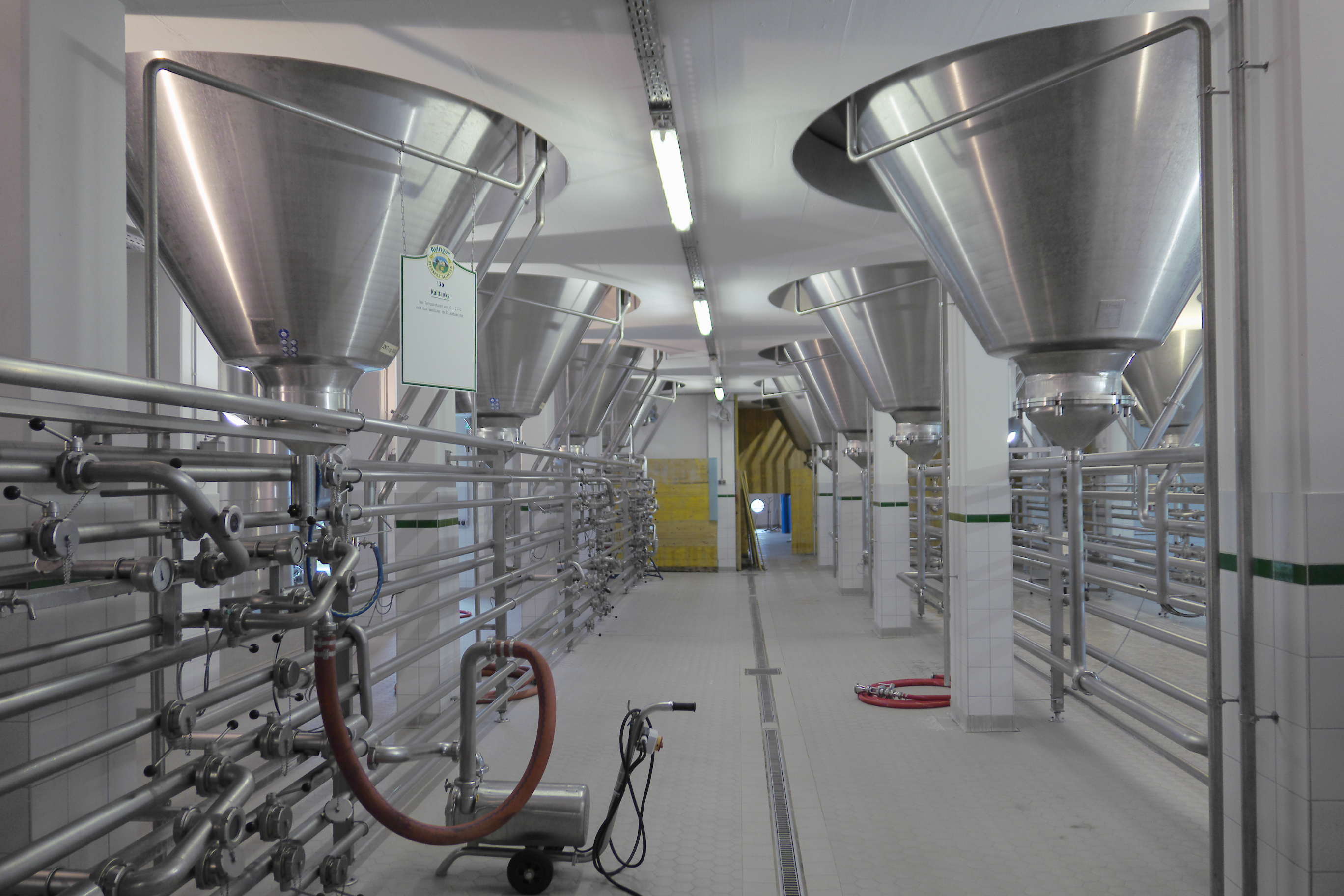
Kalttanks für Weißbier
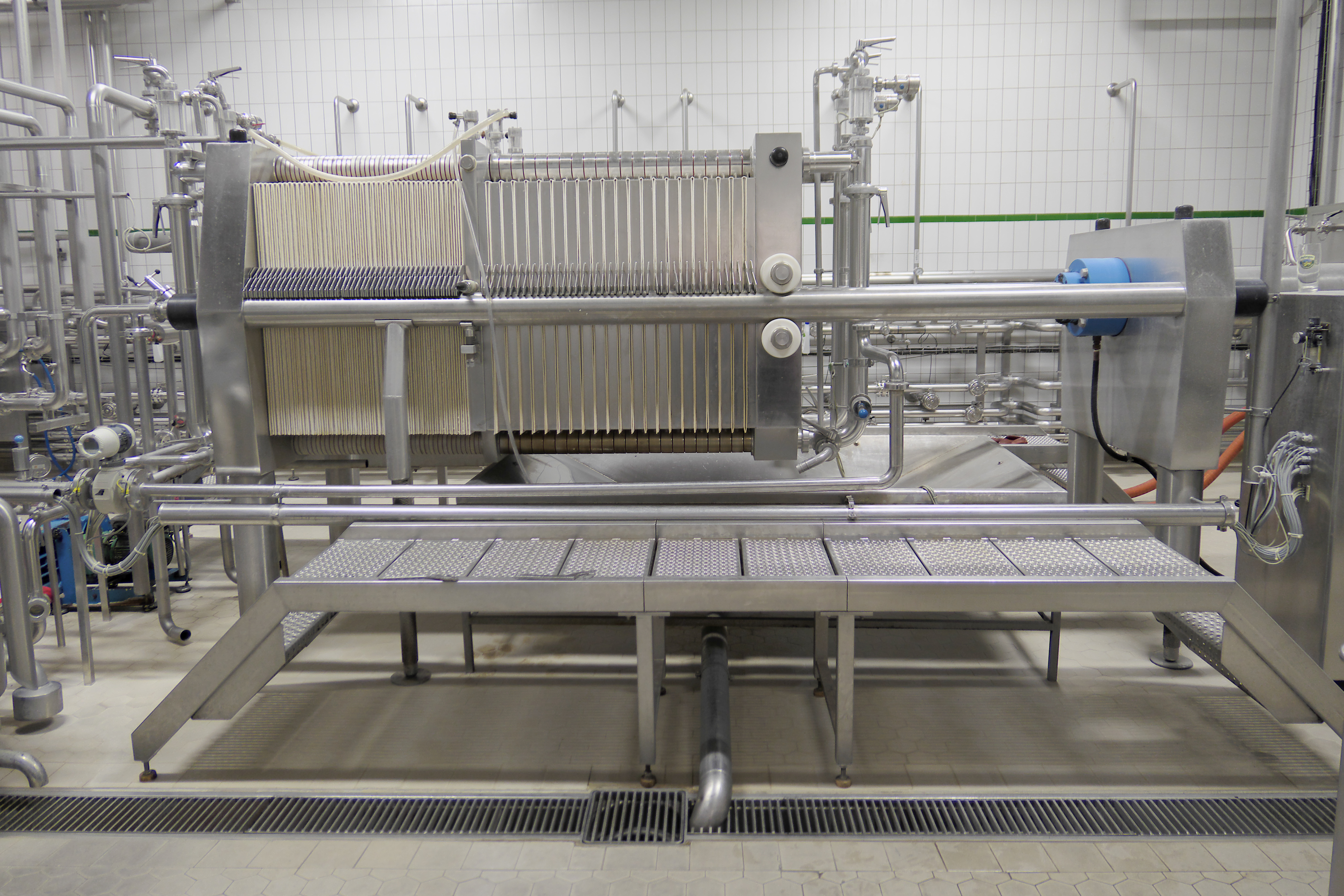
Filterpresse zur Filterung mit Kieselgur
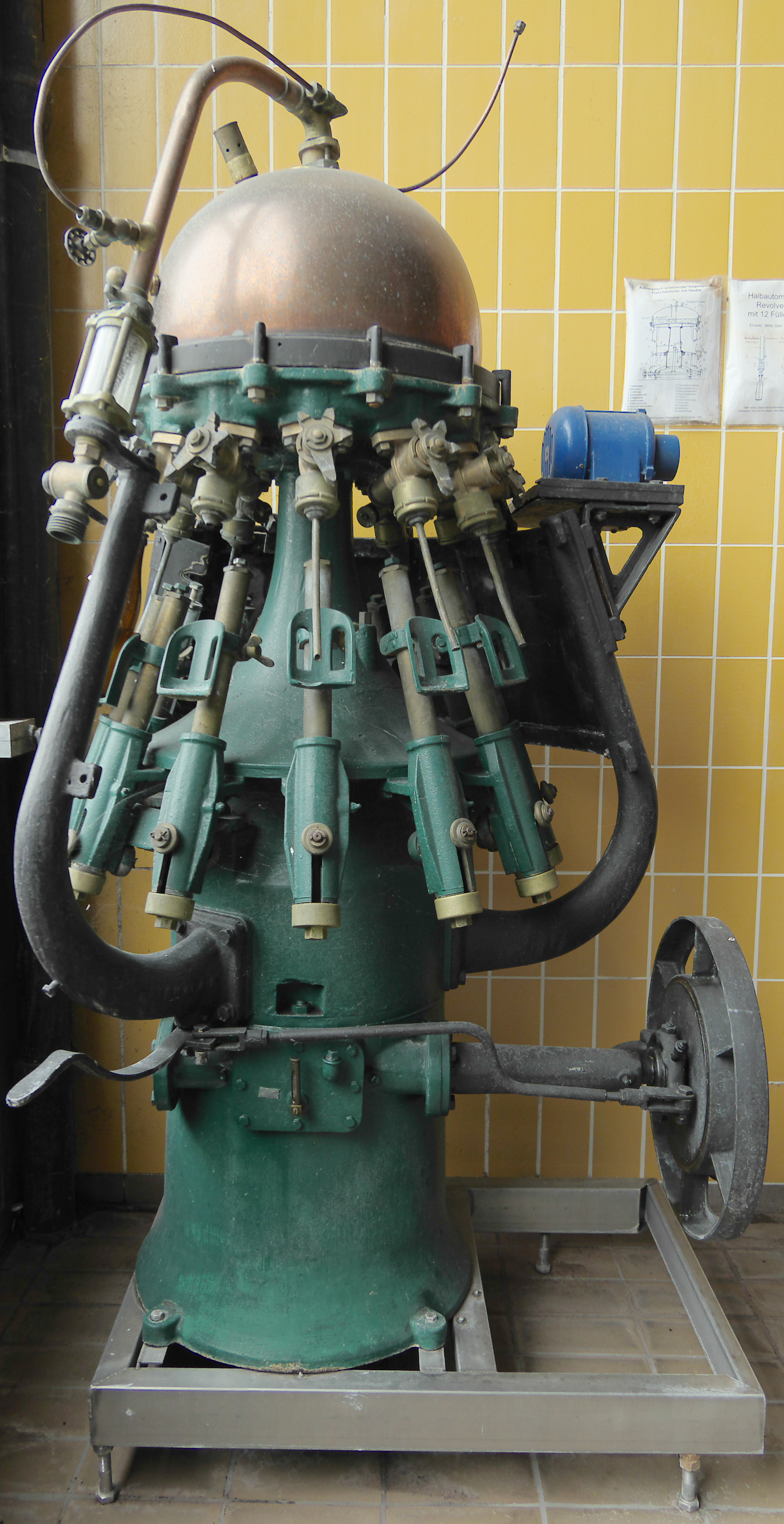
Historischer Revolverfüller zur Abfüllung über zwölf Füllorgane

## Unternehmen
Die Brauerei wird seit 1986 von Franz Inselkammer geleitet, die zweite Bräugeneration aus der Familie Inselkammer. Im Jahr 2017 beschäftigte sie 70 Mitarbeiter bei einem Jahresgesamtausstoß von etwa 136.000 Hektoliter. Als einzige Brauerei im Münchner Umland verfügt die Brauerei Aying über zwei eigene Tiefbrunnen, die Wasser in Mineralwasserqualität und mit einem geringen Härtegrad liefern.
Die Brauerei ist Mitglied im Brauring, einer Kooperationsgesellschaft privater Brauereien aus Deutschland, Österreich und der Schweiz.

## Sortiment
Die Ayinger Brauerei produziert insgesamt 14 Biersorten (Ayinger Lager Hell, Ayinger Jahrhundertbier, Ayinger Bairisch Pils, Ayinger Kellerbier, Ayinger Radler, Ayinger Altbairisch Dunkel, Ayinger Celebrator, Ayinger Bräuweisse, Ayinger Urweisse, Ayinger Leichte Bräuweisse) sowie 5 Saisonbiere (Ayinger Winterbock, Ayinger Weizenbock, Ayinger Frühlingsbier, Ayinger Maibock, Ayinger Kirtabier). Daneben werden ein Mineralwasser aus den Tiefbrunnen verkauft (PrimAqua Ayinger St. Andreas-Quelle) sowie mehrere Limonaden unter dem Markennamen Frucade in Lizenz hergestellt.

## Auszeichnungen
Die Ayinger Bierspezialitäten nehmen regelmäßig an Wettbewerben im In- und Ausland teil. Die folgende Liste bildet die bedeutendsten Auszeichnungen der vergangenen Jahre ab.

### 2014
- World Beer Cup, Bronzepreis in der Kategorie European-Style Dark für das Ayinger Altbaierisch Dunkel[27]
- European Beer Star, Goldpreis in der Kategorie South German-Style Hefeweizen Bernsteinfarben für das Ayinger Urweisse[28]

### 2015
- Energiepreis des Landkreises München - Kategorie Gewerbe[29]
- European Beer Star, Goldpreis in der Kategorie South German-Style Hefeweizen Hell für das Ayinger Bräuweisse[30]
- World Beer Awards 2015, Gold, Ayinger Celebrator[31]
- World Beer Awards 2015, Winner Lager/Helles/Münchner, Ayinger Lager Hell[31]

### 2016
- Meiningers International Craft Beer Awards 2016, Gold, Ayinger Weizenbock[32]
- Stockholm Beer and Whisky Festival 2016, Gold, Ayinger Celebrator[33]
- Stockholm Beer and Whisky Festival 2016, Gold, Ayinger Urweisse[33]
- World Beer Awards 2016, Germany Winner und Worlds Best Style Winner, Ayinger Urweisse[34]

### 2017
- European Beer Star, Gold, Ayinger Urweisse[35]
- European Beer Star, Publikumspreis „Consumers' Favourite“ in Gold für die, Ayinger Urweisse[36]
- World Beer Awards 2017, Germany Gold Lager Strong, Ayinger Celebrator[37]

## Trivia
Am zweiten Wochenende im Oktober veranstaltet die Brauerei die „Bräukirta“, ein Fest mit Bierzelt, Kunsthandwerker- und regional spezialisiertem Lebensmittelmarkt.
Im Film Männer von 1985 trinken die Hauptdarsteller Heiner Lauterbach und Uwe Ochsenknecht in einer Schlüsselszene, in welcher sich die beiden freundschaftlich annähern, mehrere Flaschen Ayinger Bier.